# Мещеряковская волость (Балашовский уезд)
Мещеряковская волость — административно-территориальная единица в составе Балашовского уезда Саратовской губернии.

## Состав на 1913 год
Население составило 5 180 человек. Волость включала 20 населённых пунктов, в том числе 1 село, 4 деревени, 4 поселка, 11 хуторов.
- село Мещеряковка — 1 536 человек
- деревня Александровка 1-я — 680 человек
- деревня Александровка 2-я — 252 человека
- деревня Дмитриевка — 233 человека
- деревня Сергеевка — 1 270 человек
- поселок Александрово-Сестринско Карпов  — 74 человека
- поселок Александровский — 5 человек
- поселок Драгуновский — 48 человек
- поселок Ново-Березовский — 23 человека
- хутор Потьминский — 545 человек
- хутор Горшковский — 43 человека
- хутор Сергеевский — 58 человек
- хутор Обливинско-Молоденский — 27 человек
- хутор Кащеевский — 106 человек
- хутор Вельский — 37 человек
- хутор Сергиево-Натальиский — 30 человек
- хутор Пашинский — 5 человек
- хутор Плеханков — 6 человек
- хутор Кулешовых — 14 человек
- хутор Двойня — 188 человек

## Примечание
- Список населенных мест Саратовской губернии. Балашовский уезд.